# Бодиньо
Ни́лтон Коэ́льо да Ко́ста (порт. Nílton Coelho da Costa; 16 июля 1928, Ресифи, штат Пернамбуку — 22 сентября 2007, Порту-Алегри, штат Риу-Гранди-ду-Сул), более известен под именем Бодиньо (порт. Bodinho) — бразильский футболист, нападающий. Второй бомбардир за всю историю одного из сильнейших клубов Бразилии — «Интернасьонала».

## Биография
Начинал карьеру в скромном клубе «Ибис» из Ресифи. Во второй половине 1940-х выступал за «Фламенго», однако больших успехов в этом клубе не добился, проведя 36 матчей и забив 5 голов.
В 1950 году переехал в Риу-Гранди-ду-Сул, где год выступал за «Насьонал» — клуб, прекративший своё существование в 1958 году.
В 1951 году Бодиньо приметил тренер «Интернасьонала» Тите, и нападающий перешёл в эту команду, где и выступал до самого окончания карьеры. Это был лучший период в карьере Бодиньо — за 7 сезонов он наколотил в ворота соперников 244 гола, образуя сокрушительный дуэт с Ларри. «Интер» 4 раза подряд выигрывал первенство штата в 1950—1953 гг., а затем ещё в 1955, и Бодиньо помог завоевать последние три этих титула.
В 1955 году в 18 играх чемпионата Гаушу Бодиньо забил 25 голов (в среднем 1,4 гола за игру).
Завершил карьеру в 1960 году в клубе «Сан-Жозе».
В 1950-е годы Тете также тренировал сборную Бразилии, куда привлекал своих игроков из «Интера». В составе «Селесао» Бодиньо стал победителем Панамериканских игр 1956 года. Всего за сборную в 5 играх за сборную на турнире (против Чили, Перу, Мексики, Коста-Рики и Аргентины) Бодиньо отметился тремя голами (дубль в ворота мексиканцев и гол костариканцам).
Нилтон Коэльо да Коста скончался в возрасте 79 лет в Порту-Алегри от последствий гепатита.

## Достижения
- Чемпион штата Риу-Гранди-ду-Сул (3): 1952, 1953, 1955
- Чемпион Панамериканского чемпионата по футболу (1): 1956